# Gerald Ford
Gerald Rudolph Ford Jr., nato Leslie Lynch King Jr. (Omaha, 14 luglio 1913 – Rancho Mirage, 26 dicembre 2006), è stato un politico statunitense, 38º presidente degli Stati Uniti d'America dal 1974 al 1977.
Diventato presidente degli Stati Uniti a seguito delle dimissioni di Richard Nixon, è fino ad oggi l'unico presidente ad aver assunto tale ruolo senza essere stato eletto nemmeno come vicepresidente, in quanto venne nominato a tale carica da Nixon dopo le dimissioni di Spiro Agnew, vicepresidente eletto con Nixon.
Durante la sua presidenza finì la guerra del Vietnam e furono firmati gli Accordi di Helsinki nel quadro dell'OSCE, che hanno favorito la distensione con l'URSS. Durante il suo mandato, il Congresso ha assunto un'importanza crescente negli affari internazionali, mentre il ruolo del presidente è diminuito. Per quanto riguarda la politica interna, Ford si è trovato di fronte alle peggiori prospettive economiche dai tempi della Grande depressione: durante i suoi anni in carica, il paese è entrato in recessione e l'inflazione è aumentata. Una delle sue decisioni più controverse fu quella di graziare il predecessore Richard Nixon, implicato nel cosiddetto scandalo Watergate. Nel 1976 Ford sconfisse Ronald Reagan nella nomination del Partito Repubblicano, ma perderà di poco contro il democratico Jimmy Carter nelle elezioni presidenziali di quell'anno.
Spesso descritto come impacciato e poco intelligente, il suo predecessore Lyndon B. Johnson ha affermato che Ford era "incapace di masticare gomme e camminare allo stesso tempo". Dopo i suoi anni in carica, Ford ha continuato ad essere attivo nel Partito Repubblicano. Dopo aver sofferto di problemi di salute, è morto nella sua casa il 26 dicembre 2006 all'età di novantatré anni. Il suo mandato presidenziale, durato 895 giorni, è il più breve tra tutti quelli dei presidenti degli Stati Uniti non deceduti in carica.

## Biografia

### I primi anni

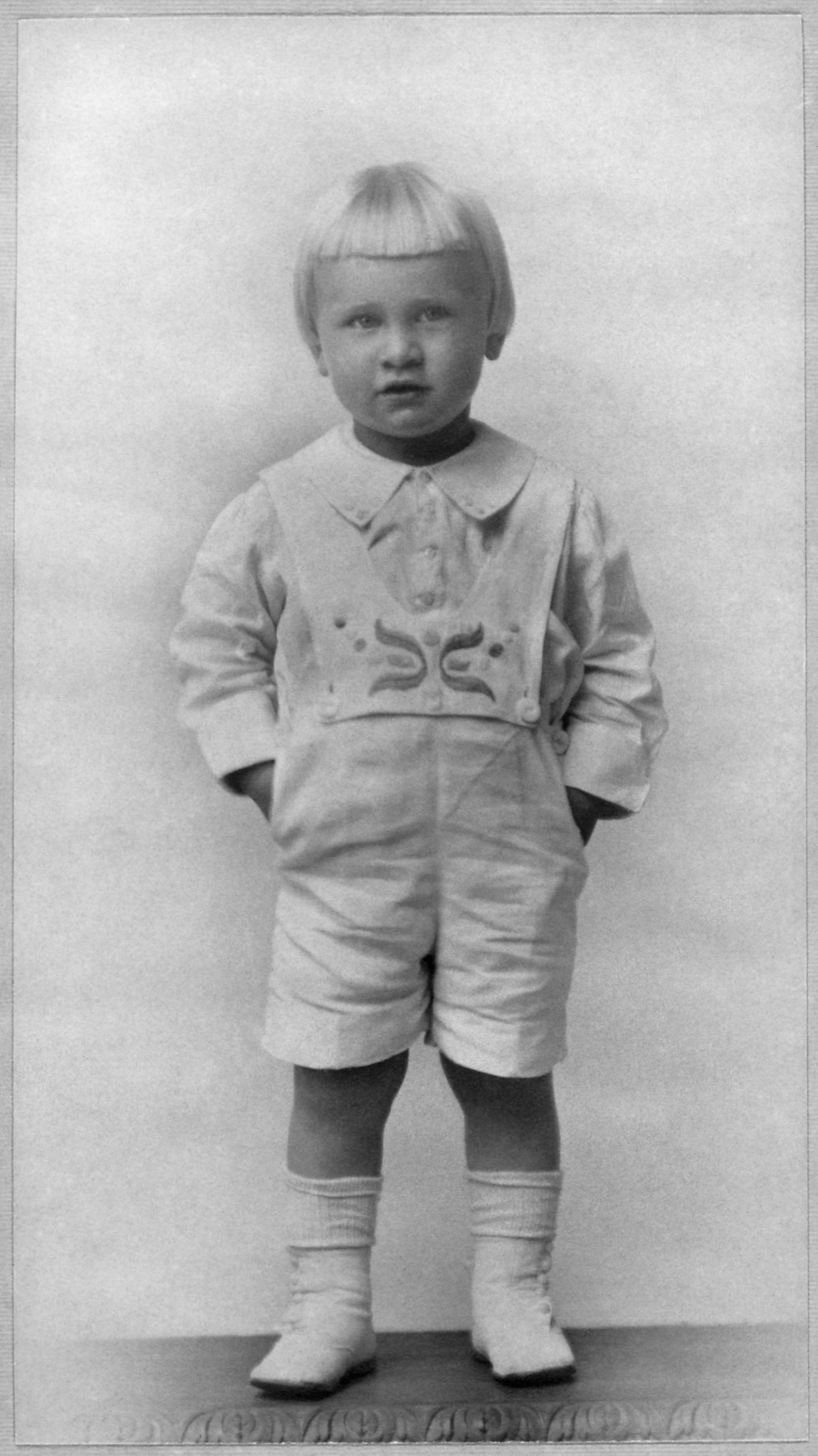
Ford all'età di 3 anni, nel 1916

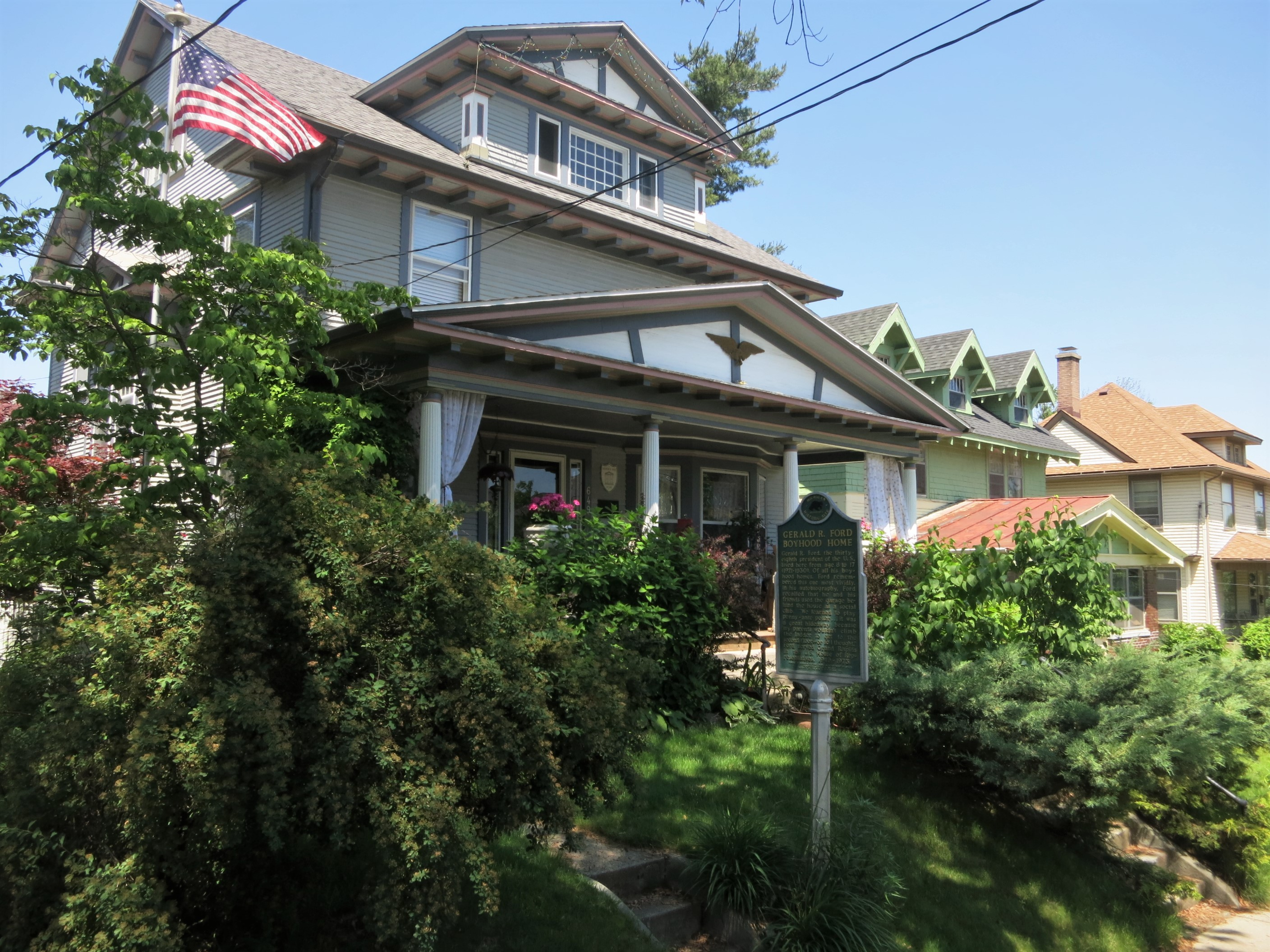
La casa dove Ford visse la sua infanzia a Grand Rapids (Michigan)

Ford nacque col nome di Leslie Lynch King Jr. il 14 luglio 1913 al n° 3202 di Woolworth Avenue ad Omaha, nel Nebraska, dove i suoi genitori vivevano coi suoi nonni paterni. Egli era figlio di Dorothy Ayer Gardner (1878-1948) e di Leslie Lynch King Sr. (1870-1941), un mercante di lana. Suo padre era figlio del banchiere Charles Henry King (1836-1930) e di Martha Alicia Porter (1841-1917). Gardner si separò da King appena sedici giorni dopo la nascita del figlio e si portò a vivere a Oak Park, nell'Illinois, a casa di sua sorella Tannisse (1880-1946) e del cognato, Clarence Haskins James (1878-1954). Da qui, poi, tornò alla casa dei genitori, Levi Addison Gardner (1853-1927) ed Adele Augusta Ayer (1855-1917), a Grand Rapids, nel Michigan. Gardner e King divorziarono ufficialmente nel dicembre del 1913, e la donna ottenne la piena custodia del figlio. Il nonno paterno di Ford ne pagò il sostentamento sino a poco prima della sua morte nel 1930.
Ford disse nella sua autobiografia che il motivo che aveva spinto sua madre ad abbandonare suo padre era il carattere del genitore. Nella biografia di Ford, James M. Cannon, membro della sua amministrazione presidenziale, disse che alcuni giorni dopo la nascita di Ford, Leslie King cercò di uccidere con un coltello da cucina la moglie, il figlio e la tata che lo accudiva.
Dopo aver vissuto coi nonni per due anni e mezzo, la madre di Ford si risposò con Gerald Rudolff Ford (1893-1964) il 1º febbraio 1917. Questi era un venditore presso l'azienda di vernici della famiglia. Il futuro presidente non venne mai formalmente adottato dal patrigno e non cambiò il suo nominativo anagrafico sino al 3 dicembre 1935. Crebbe quindi a East Grand Rapids, nel Michigan coi suoi tre fratellastri nati dal secondo matrimonio di sua madre: Thomas Gardner Ford (1918-1995), Richard Addison Ford (1924-2015) e James Francis Ford (1927-2001).
Ford aveva anche tre sorellastre nate dal secondo matrimonio di Leslie King Sr., suo padre biologico: Marjorie King (1921-1993), Leslie Henry King (1923-1976) e Patricia Jane King (1925-1980). Loro tre incontrarono il fratellastro solo negli anni 1960. Ford non venne a conoscenza delle circostanze della sua nascita sino ai 17 anni, quando i suoi genitori gli raccontarono ciò che era accaduto. Col padre biologico, Ford mantenne dei contatti sporadici sino alla morte di questi.
Ford disse a proposito della sua famiglia: "Il mio patrigno era una persona magnifica ed allo stesso modo lo era mia madre. Pertanto non potrei aver dato una descrizione migliore per l'immagine di un'ottima famiglia in cui crescere".
Ford frequentò i Boy Scouts of America e raggiunse il rango di Eagle Scout, il più alto. È l'unico Eagle Scout ad essere divenuto poi presidente degli Stati Uniti.
Ford frequentò la Grand Rapids South High School, dove si distinse come atleta e capitano della locale squadra di football americano.
Nel 1948 si sposò con Elizabeth Bloomer, divorziata dal suo precedente matrimonio con William Gustavas Warren (1923-1978), da cui ebbe quattro figli: Michael Gerald (1950), John Gardner (1952), Steven Meigs (1956) e Susan Elizabeth (1957).

## Carriera politica

### Membro del Congresso
Nel 1948 si candidò alla Camera dei rappresentanti per il Partito Repubblicano nel quinto distretto del Michigan: la vittoria elettorale diede inizio a un mandato durato 25 anni (venne infatti riconfermato 13 volte), nel corso del quale mantenne un profilo piuttosto basso, preferendo accreditarsi come conciliatore e negoziatore (non fu infatti primo firmatario di alcuna grande proposta di legge). A più riprese rifiutò le proposte di candidarsi per un seggio al Senato o come governatore del Michigan, dichiarando di avere quale maggiore obiettivo politico personale quello di diventare speaker della Camera. Ford fece parte della Commissione Warren, che indagò sull'assassinio di John Fitzgerald Kennedy, avvenuto a Dallas il 22 novembre 1963. Fu anche il leader del Partito Repubblicano alla Camera dei rappresentanti, carica che detenne dal 1965 al 1973.

### Vicepresidente degli Stati Uniti d'America

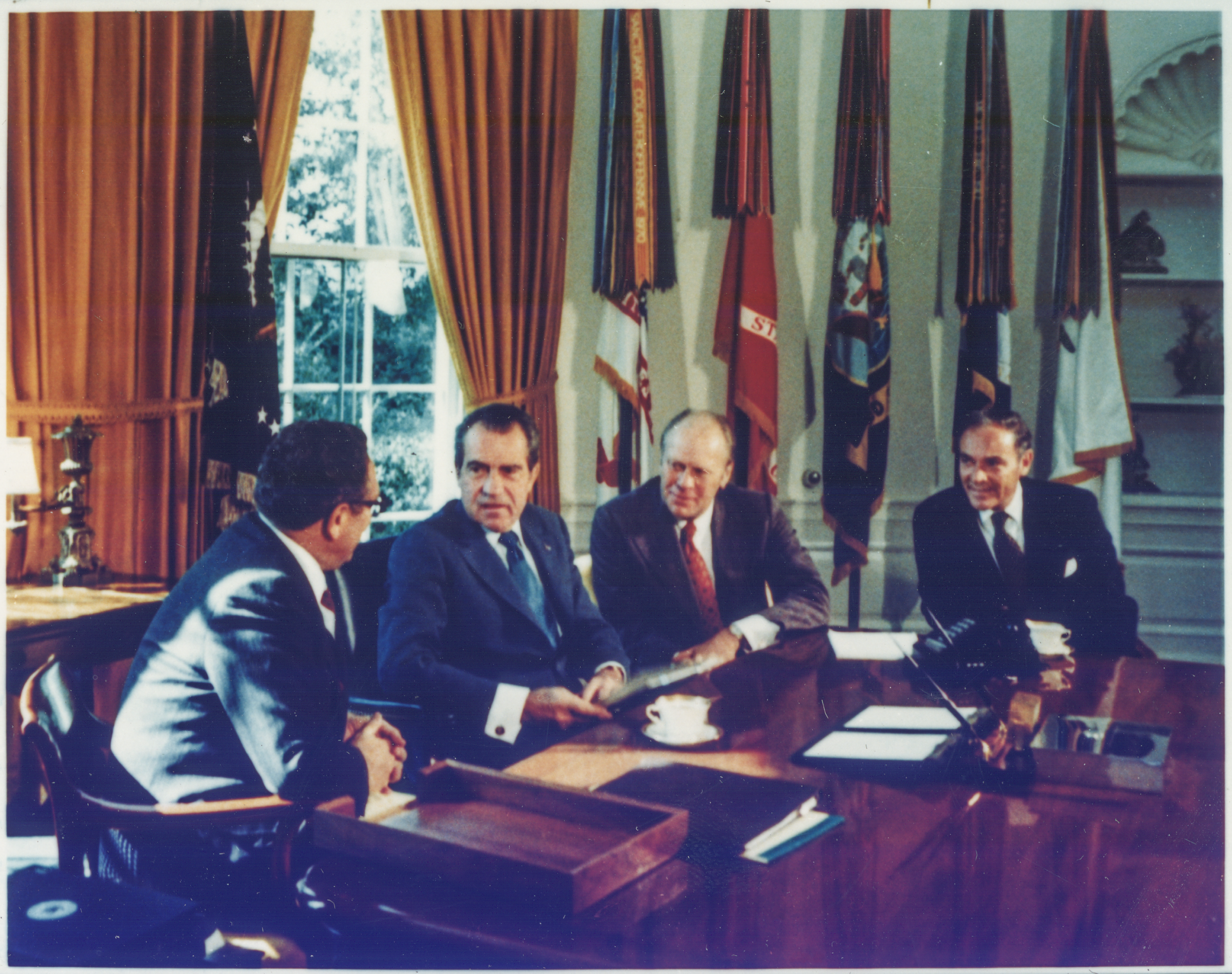
Henry Kissinger discute con il Presidente Nixon, Ford e Alexander Haig nel 1973

Il 10 ottobre 1973 il vicepresidente USA Spiro Agnew, colpito da gravi accuse (poi confermate) di corruzione e riciclaggio di denaro, dovette rassegnare le dimissioni. Venne quindi applicata la sezione 2 del XXV emendamento della Costituzione degli Stati Uniti d'America, che prevede la possibilità per il presidente in carica di nominare un nuovo vice, con successivo voto di approvazione da parte del Congresso. Richard Nixon si rivolse quindi ai leader politici delle due Camere, che gli indicarono in maniera abbastanza convergente il nome di Gerald Ford, all'epoca un deputato già molto esperto, ma apparentemente privo di particolari ambizioni di carriera.
La scelta fu annunciata ufficialmente il 12 ottobre. Il 27 novembre il Senato diede il proprio via libera con soli tre voti contrari (da parte dei democratici Gaylord Nelson del Wisconsin, Thomas Eagleton del Missouri e William Hathaway del Maine), quindi il 6 dicembre la Camera fece altrettanto, con 387 voti favorevoli e 35 contrari. Un'ora dopo, Ford prestò giuramento come vicepresidente degli Stati Uniti.

### Presidenza

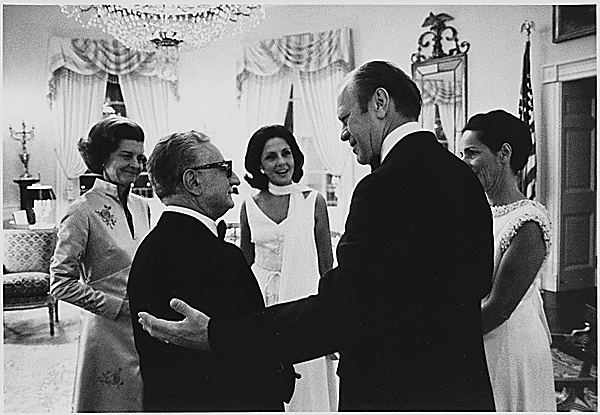
Giovanni Leone, allora presidente della Repubblica Italiana, con Gerald Ford nel 1974

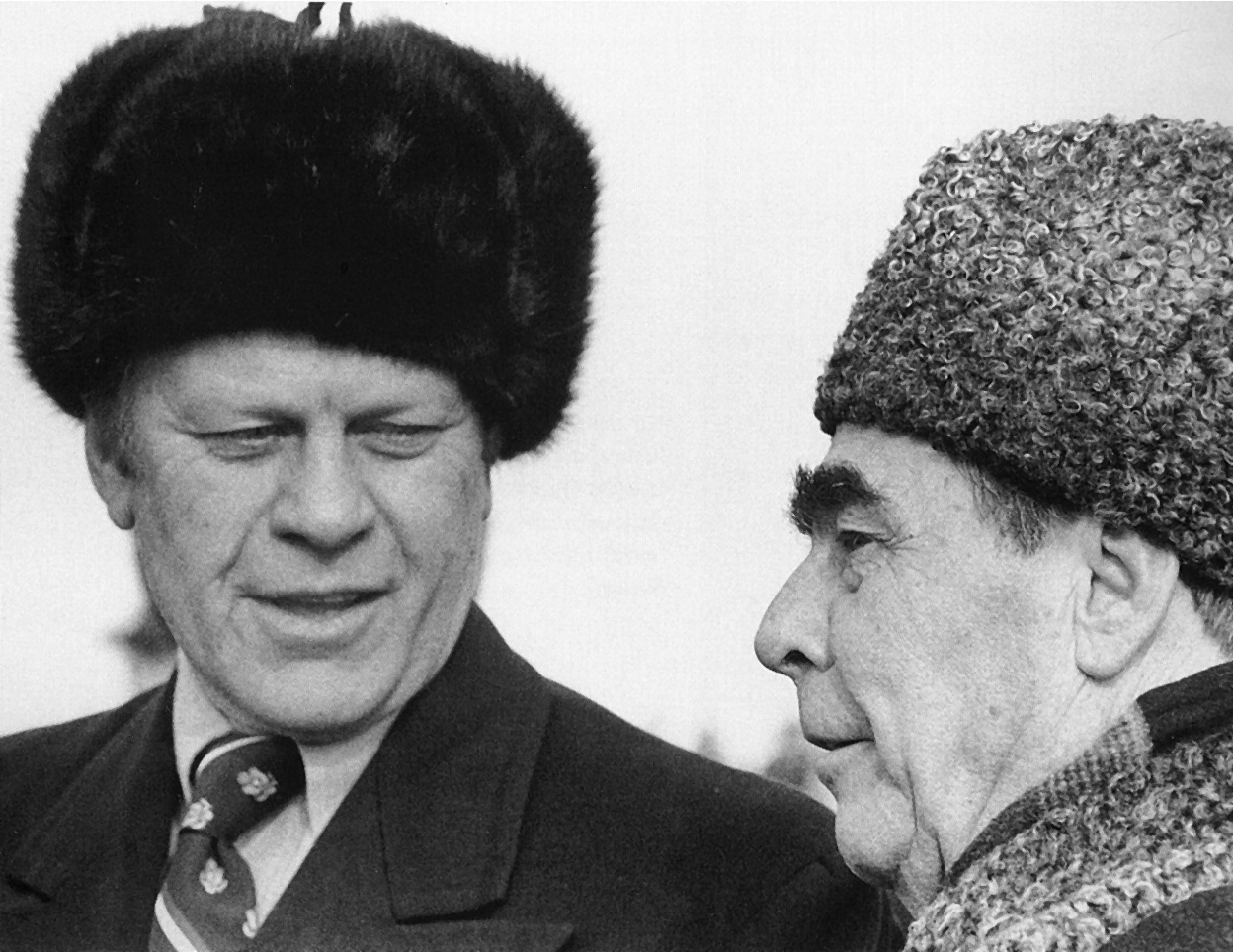
Leonid Il'ič Brežnev, allora segretario generale del PCUS, con Gerald Ford nel 1974

Ford divenne presidente il 9 agosto 1974, data in cui Nixon rassegnò le dimissioni a seguito del cosiddetto scandalo Watergate. Come ebbe a dichiarare in seguito, accettò controvoglia il gravoso incarico, trovando inoltre imbarazzante il fatto di esservi arrivato senza passare dalle elezioni presidenziali, circostanza che non mancò di sottolineare durante il suo primo discorso televisivo.
Circa un mese dopo la sua entrata in carica, si avvalse del potere di grazia previsto dalla Costituzione degli Stati Uniti d'America per cancellare ogni addebito penale a carico del predecessore Nixon. Il provvedimento fu molto discusso e considerato una forzatura dai suoi oppositori, che iniziarono a riferirsi a Ford come the man who pardoned Nixon, ossia "l'uomo che graziò Nixon". La decisione fu motivata col fatto che la crisi era conclusa, che Nixon era stato estromesso dal potere e che sarebbe stato inutilmente lacerante per il paese affrontare anni di processi e ricorsi nei confronti di un ex presidente democraticamente eletto.
Ford portò a termine il mandato che era di Nixon, governando il Paese dal 1974 al 1977; si fece affiancare come vicepresidente dal governatore dello Stato di New York Nelson Rockefeller (figlio e nipote, rispettivamente, degli imprenditori John Davison Rockefeller Jr. e John Davison Rockefeller), mentre Dick Cheney fu a capo del gabinetto. Riconoscendosi come privo di particolare carisma, il nuovo presidente decise di costruire la propria immagine pubblica sui valori dell'onestà e della mitezza caratteriale, scegliendo quindi di mantenere un basso profilo. Dopo soli tre mesi dal suo insediamento, tuttavia, dovette affrontare la sconfitta del Partito Repubblicano alle elezioni di metà mandato, che consegnarono la maggioranza del Congresso ai democratici: a più riprese oppose il veto a leggi promosse dalle due Camere.
La sua immagine presidenziale rimase piuttosto debole, come dimostrato dalla beffarda affermazione del predecessore Lyndon B. Johnson, il quale dichiarò: «Ford non è capace di scorreggiare e masticare una gomma contemporaneamente», frase riportata poi dai giornalisti nella forma meno irriverente «Ford non è capace di camminare e masticare una gomma contemporaneamente». Tale dichiarazione venne ripresa dalla stampa anche a seguito di un episodio rimasto celebre, avvenuto il 1º giugno 1975, data in cui Ford, appena arrivato presso l'aeroporto di Salisburgo a bordo dell'Air Force One, scivolò e cadde mentre scendeva dalla scaletta del velivolo; in seguito Ford fu protagonista di una seconda caduta in pubblico, suscitando illazioni (anche in campo repubblicano) sul proprio stato di salute. Sempre nel 1975 scampò a due tentativi di assassinio.

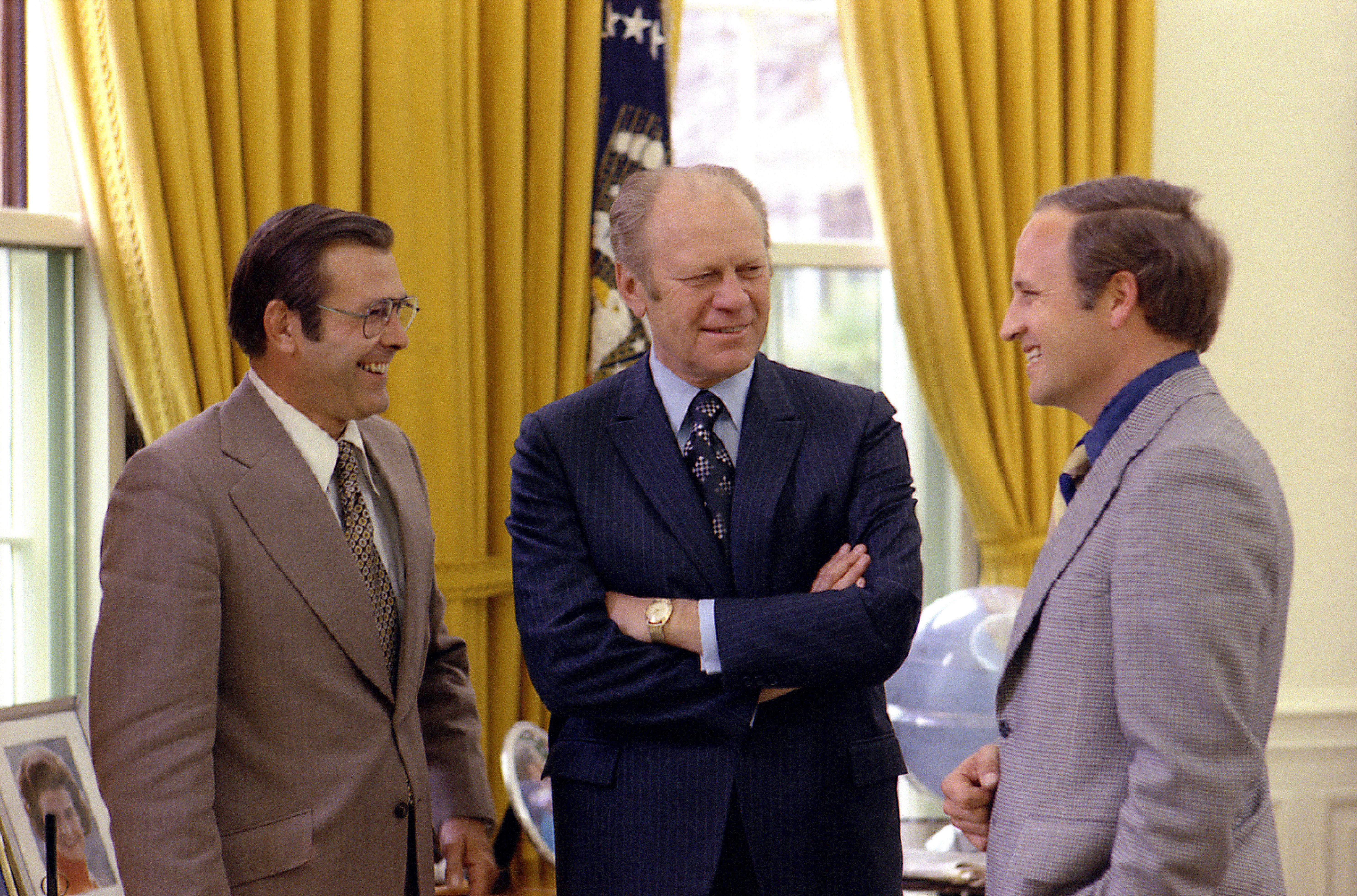
Gerald Ford con il suo segretario alla Difesa Donald Rumsfeld (alla sua sinistra) e il suo capo di gabinetto Dick Cheney

Alle primarie repubblicane per le elezioni presidenziali del 1976, in contrasto con la consuetudine secondo cui i presidenti che terminano il loro primo mandato in genere non abbiano avversari o li abbiano comunque molto deboli, Ford venne sfidato dal carismatico ex attore e governatore della California Ronald Reagan. Ford riuscì a ottenere la nomination, ma l'esito delle primarie fu molto combattuto e incerto, e quella del 1976 viene ricordata come l'ultima contested convention; molti delegati che l'avevano sostenuto, poco dopo dissero di essersene pentiti, soprattutto a seguito dell'efficace discorso di "ammissione della sconfitta" che Reagan rivolse ai propri sostenitori. Ford scelse come candidato vicepresidente Bob Dole, senatore del Kansas e futuro sfidante di Bill Clinton nelle elezioni del 1996.
La partita elettorale fu estremamente combattuta, in quanto il suo avversario democratico, il governatore della Georgia Jimmy Carter, era a sua volta un politico piuttosto inesperto e incline alle gaffe. Gli analisti individuarono come momento decisivo per la sconfitta di Ford il dibattito televisivo (il primo dal 1960 tra due candidati alla presidenza USA), nel quale il presidente uscente pronunciò la frase: «Non esiste alcun dominio sovietico nell’Europa orientale e non ci sarà mai sotto l'amministrazione Ford», dando l'impressione di stare negando l'esistenza dell'influenza dell'URSS al di là della cortina di ferro, laddove invece il suo intento era di voler esaltare il desiderio di libertà delle popolazioni sottoposte ai regimi comunisti e l'intento degli USA di non abbandonarli al loro destino.
Alle elezioni del 2 novembre, Carter sopravanzò Ford di solo il 2% su base nazionale: lo spoglio fu lungo e solo alle 3:30 del mattino del 3 novembre la vittoria democratica poté essere dichiarata.

## Dopo la presidenza e morte

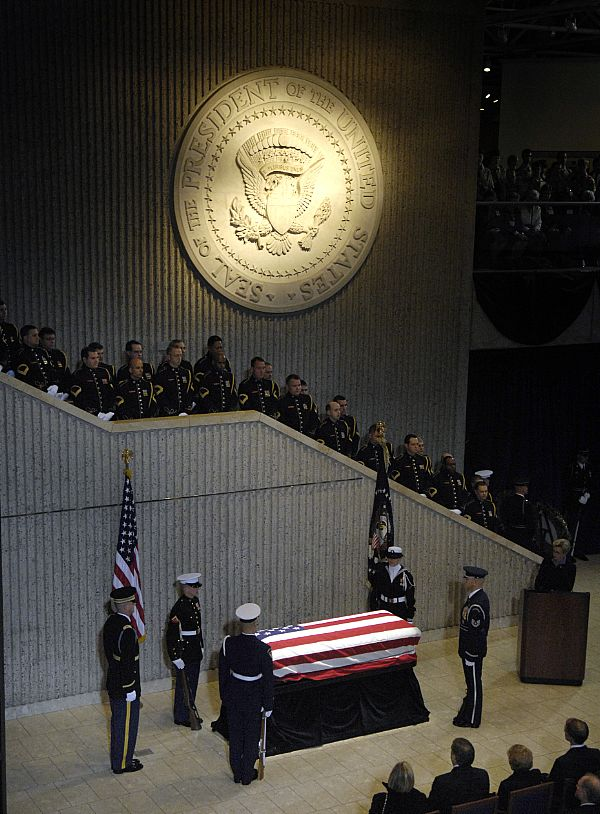
Servizio funebre (2 gennaio 2007)

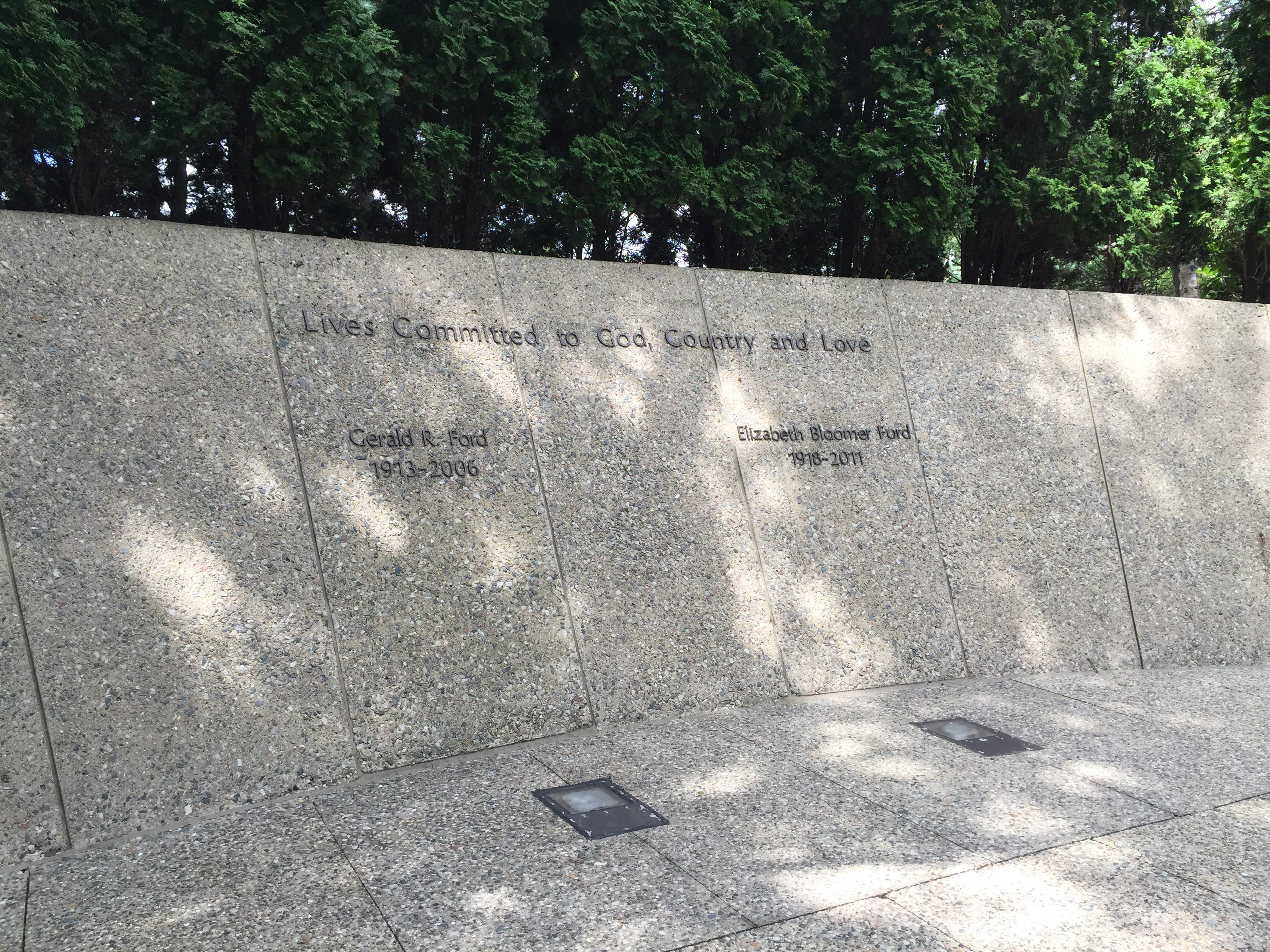
Tomba di Gerald e Betty Ford

Dopo aver lasciato la Casa Bianca, si trasferì nel sud della California. Si concentrò sulla scrittura di memorie e libri e sul tenere conferenze. Nel 1982 fu aperta la Ford Presidential Library ad Ann Arbor. Fornì più volte consigli ai successori Carter e Reagan durante i rispettivi periodi di presidenza.
Gerald Ford morì il 26 dicembre 2006, all'età di 93 anni, a Rancho Mirage, in California. Dopo le esequie di stato, si svolsero dei servizi commemorativi presso la Cattedrale dei Santi Pietro e Paolo a Washington. Fu sepolto presso il Gerald R. Ford Presidential Museum a Grand Rapids nel Michigan.

## Media
- Della sua esperienza alla Casa Bianca parla il film del 1987 All'ombra della Casa Bianca (The Betty Ford Story) di David Greene, con Gena Rowlands e Josef Sommer, tratto dall'autobiografia di Betty Ford The times of my life[18].
- Nel film The Butler - Un maggiordomo alla Casa Bianca compare il suo personaggio.
- Data la fama di presidente "dimenticato", nella commedia Beverly Hills Cop II - Un piedipiatti a Beverly Hills II, lo strambo protagonista afroamericano Axel Foley presenta un suo collega poliziotto quale "l'ex presidente Ford", senza che alcuno possa smentirne l'identità.
- Sempre a proposito di tale fama, nell'episodio Due pessimi vicini di casa (Two Bad Neighbors) della settima stagione dei Simpson, Homer riconosce immediatamente l'ex Presidente Ford, appena trasferitosi vicino a casa sua e sembra subito andarci d'accordo, mentre mostra di non conoscere minimamente George H. W. Bush, trasferitosi prima di Ford vicino a casa Simpson e costretto a traslocare per i continui battibecchi con Homer e Bart[19].
- Nel film Vice - L'uomo nell'ombra (Vice), regia di Adam McKay (2018), Ford è interpretato da Bill Camp.

### Onorificenze statunitensi

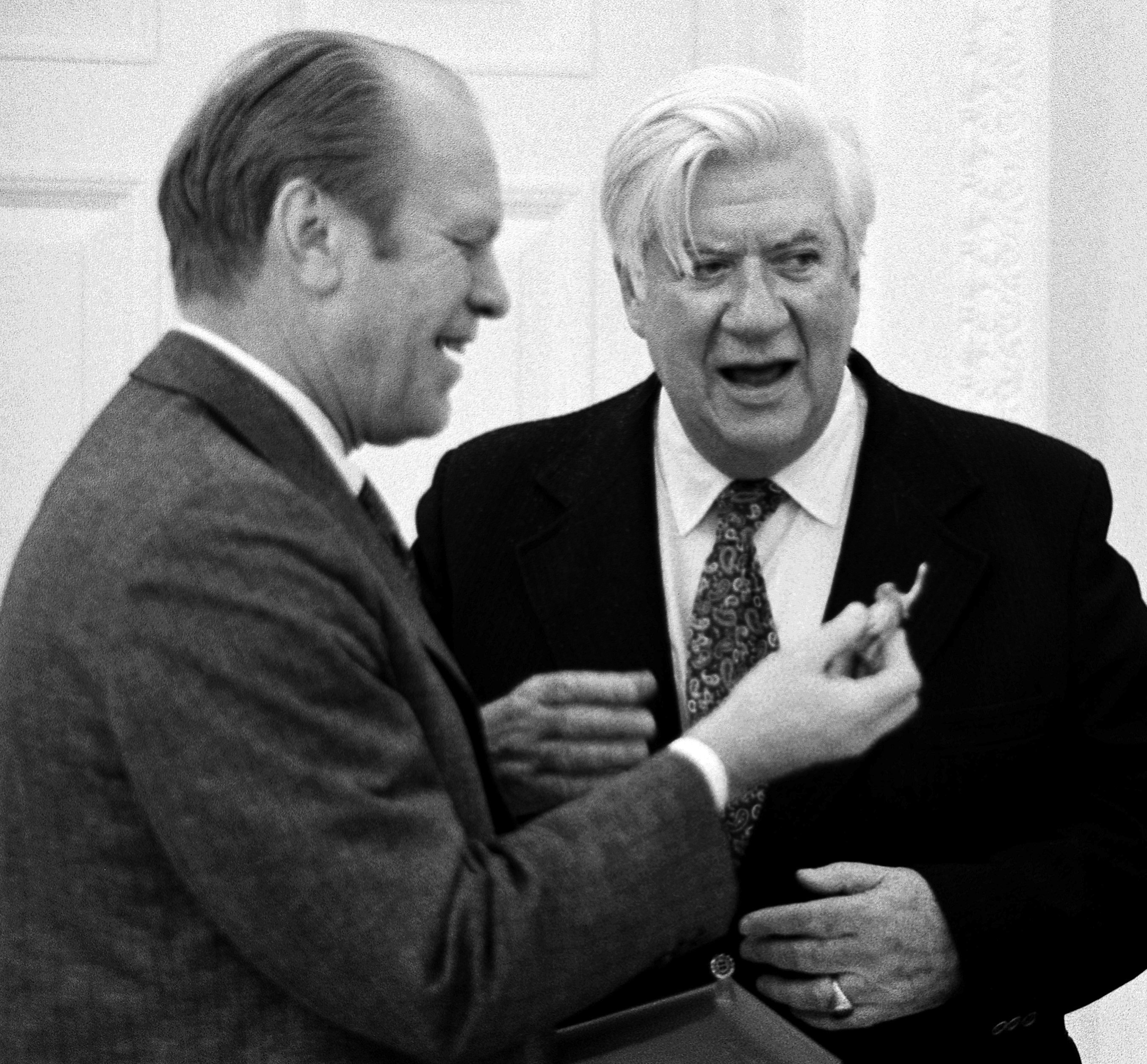
Gerald Ford incontra il leader della minoranza della Camera Tip O'Neill alla Casa Bianca

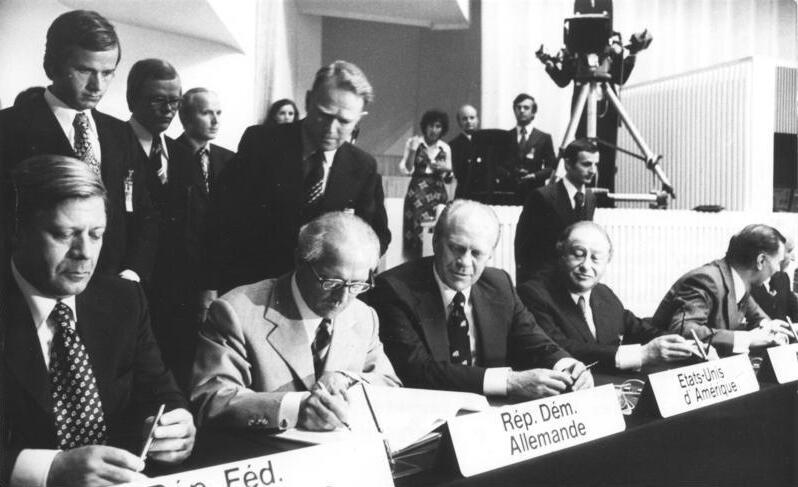
Gerald Ford (seduto al centro) durante la firma dell'atto finale degli accordi di Helsinki - da sinistra a destra:
Helmut Schmidt (RFT), Erich Honecker (RDT) e Bruno Kreisky (Austria), 1975

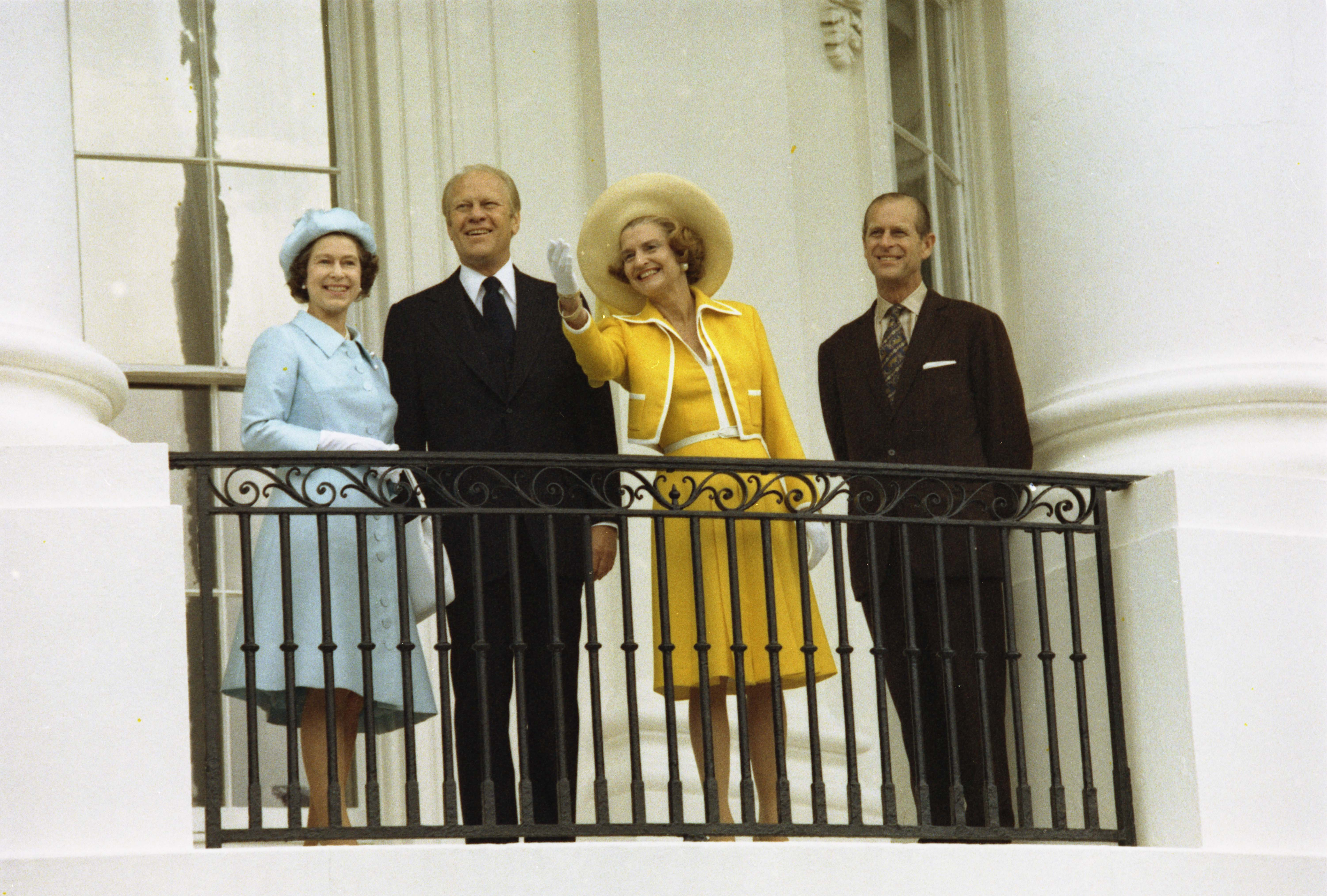
Il presidente Gerald Ford e la first lady Betty Ford con la regina Elisabetta II e il principe Filippo alla Casa Bianca il 7 luglio 1976